# FIORE II
『FIORE II Alisa Mizuki Best Song Collection』（フィオーレ II アリサ・ミヅキ ベスト・ソング・コレクション）は、観月ありさの2ndベスト・アルバム。規格品番：COCA-14755。

## 概要
日本コロムビア在籍最後のベスト・アルバム。
7枚目のシングルから当時の最新である14枚目のシングル曲までを収録した他、カップリング曲、アルバムからも選曲されている。
シングル「Days」は、日本コロムビアと契約終了により、移籍したavex tuneから発売されたものであるが、レーベルの枠を越えて本作に収録された。1995年以降はオリジナル・アルバムの発売がなかったため、その間に発売した10thシングル「Don't be shy」から13thシングル「Forever Love」までの4曲はオリジナル・アルバム未収録となった（「Days」は移籍後初のオリジナル・アルバム『innocence』に収録）。

## 収録曲
1. Days
  - 作詞・作曲・編曲：五十嵐充
2. Forever Love
  - 作詞・作曲：伊秩弘将　編曲：水島康貴
3. パリの恋人／トーキョーの恋人
  - 作詞・作曲・編曲：小西康陽
4. Close to you
  - 作詞・作曲：小室哲哉　編曲：久保こーじ
5. PITTER PATTER
  - 作詞・作曲・編曲：ROYAL MIRROR BALL
6. 抱きしめて!
  - 作詞：永岡昌憲　作曲：星野靖彦　編曲：土方隆行
7. 風も空もきっと…
  - 作詞・作曲：上田知華　編曲：大槻啓之
8. あなたの世代へくちづけを
  - 作詞・作曲：小室哲哉　編曲：久保こーじ
  - 表記されていないが、シングルバージョンではなく、本作には『ARISA'S FAVORITE 〜T.K.SONGS〜』に収録されていたバージョン。
9. IN THE RAIN
  - 作詞・作曲：上田知華　編曲：小西貴雄
10. Happy wake up!
  - 作詞・作曲：小室哲哉　編曲：久保こーじ
  - 表記はないが「ARISA'S FAVORITE 〜T.K.SONGS〜」（サビ前の部分がシングルと異なりコーラスがない）
11. Don't be shy
  - 作詞：岩里祐穂　作曲：F&M Project　編曲：星野靖彦
12. さよならの贈りもの
  - 作詞：吉元由美　作曲：ANRI　編曲：小倉泰治
13. PROMISE to PROMISE (STRAIGHT RUN)
  - 作詞：小室哲哉・前田たかひろ　作曲・編曲：小室哲哉